# Kim Dzsongnam (labdarúgó)
Kim Dzsongnam (hangul: 김정남, handzsa: 金正男, RR: Kim Jung-nam; Csaszong, 1943. január 28. –) dél-koreai válogatott labdarúgó, hátvéd és edző.

## Pályafutása

### Klubcsapatban
1966 és 1967 között a Szangmu FC csapatában játszott. 1967 és 1970 között a Jangdzsi FC együttesében szerepelt, melynek tagjaként 1968-ban megnyerte a dél-koreai bajnokságot. 1970 és 1975 között a Korea Exchange Bank együttesében játszott.

### A válogatottban
1964 és 1973 között 67 alkalommal játszott a dél-koreai válogatottban. Részt vett az 1964. évi nyári olimpiai játékokon.

### Edzőként
1975 és 1980 között a dél-Koreai válogatottnál dolgozott segédedzőként. 1980-ban kinevezték a szövetségi kapitányi posztra és két évig töltötte be a pozíciót. Az 1980-as Ázsia-kupán a döntőig vezette a csapatot. 1982 és 1985 között a Jukong Elephants vezetőedzője volt. 1985 és 1986 között ismét szövetségi kapitány volt és irányításával a válogatott részt vett az 1986-os világbajnokságon. 1985-től 1992-ig ismét a Jukong Elephants vezetőedzője volt. A szöuli 1988. évi nyári olimpiai játékokon megbízták a válogatott irányításával. 1998-ban és 1999-ben Kínában vállalt munkát, először a Santung Lüneng Tajsan, majd a Csingtao Hajnu csapatánál. 2000 és 2008 között az Ulszan Hyundai vezetőedzője volt.   

## Sikerei, díjai

### Játékosként
Jangdzsi FC
- Dél-koreai bajnok (1): 1968
- AFC-bajnokok kupája döntős (1): 1969

Dél-Korea U20
- Ázsiai ifjúsági bajnokság döntős (1): 1962

Dél-Korea
- Ázsia-játékok aranyérmes (1): 1970

### Edzőként
Jukong Elephants
- Dél-koreai bajnok (1): 1989

Ulszan Hyundai
- Dél-koreai bajnok (1): 2005

Dél-Korea
- Ázsia-kupa döntős (1): 1980
- Ázsia-játékok aranyérmes (1): 1986